# Alan Dukes
Alan Dukes, irl. Ailéin de Diúc (ur. 20 kwietnia 1945 w Dublinie) – irlandzki polityk i ekonomista, parlamentarzysta, minister w różnych resortach, w latach 1987–1990 przywódca Fine Gael i lider opozycji.

## Życiorys
Z wykształcenia i zawodu ekonomista. Kształcił się w Coláiste Mhuire w Mullingar, następnie studiował na University College Dublin. Pracował jako ekonomista w Irish Farmers’ Association, irlandzkim zrzeszeniu rolników (najpierw w Dublinie, następnie w Brukseli). W 1977 przeszedł do pracy w gabinecie Richarda Burke’a, irlandzkiego członka Komisji Europejskiej.
Zaangażował się w międzyczasie w działalność polityczną w ramach Fine Gael. W 1979 bez powodzenia kandydował w wyborach europejskich. W 1981 po raz pierwszy został wybrany na posła do Dáil Éireann. Mandat utrzymywał w wyborach w lutym 1982, listopadzie 1981, 1987, 1989, 1992 i 1997, zasiadając w niższej izbie irlandzkiego parlamentu do 2002. Był członkiem rządów Garreta FitzGeralda. Od czerwca 1981 do marca 1982 sprawował urząd ministra rolnictwa. Od grudnia 1982 do lutego 1986 pełnił funkcję ministra finansów. Następnie do marca 1987 zajmował stanowisko ministra sprawiedliwości.
W marcu 1987 został nowym przewodniczącym Fine Gael i jednocześnie liderem opozycji. Kierowane przez niego ugrupowanie w wyborach w 1989 uzyskało kilka mandatów więcej, lecz pozostało w opozycji. Rok później kandydat FG zajął trzecie (ostatnie) miejsce w wyborach prezydenckich. W konsekwencji w listopadzie 1990 Alan Dukes ustąpił z zajmowanego stanowiska. Od grudnia 1996 do czerwca 1997 był ministrem transportu, energii i komunikacji w gabinecie swojego następcy – Johna Brutona. W 2001 wsparł kandydaturę Michaela Noonana w wyborach na lidera FG. W wyborach do Dáil Éireann w 2002 nie uzyskał poselskiej reelekcji.
W latach 2001–2011 był prezesem Alliance française w Dublinie. W latach 2003–2007 pełnił funkcję dyrektora generalnego think tanku Institute of International and European Affairs. W 2008 został dyrektorem w banku Anglo Irish Bank, a w 2010 prezesem nowo utworzonej instytucji Irish Bank Resolution Corporation.
W 2004 odznaczony Krzyżem Komandorskim Orderu Zasługi Rzeczypospolitej Polskiej oraz Legią Honorową IV klasy.